# Giro dell'Umbria 1974
Il Giro dell'Umbria 1974, trentatreesima edizione della corsa, si svolse il 7 agosto 1974 su un percorso di 253 km. La vittoria fu appannaggio dell'italiano Francesco Moser, che completò il percorso in 6h45'17", precedendo i connazionali Franco Bitossi e Felice Gimondi.

## Ordine d'arrivo (Top 10)
| Pos. | Corridore             | Squadra            | Tempo    |
| ---- | --------------------- | ------------------ | -------- |
| 1    | Francesco Moser       | Filotex            | 6h45'17" |
| 2    | Franco Bitossi        | Scic               | s.t.     |
| 3    | Felice Gimondi        | Bianchi-Campagnolo | s.t.     |
| 4    | Giovanni Battaglin    | Jollj Ceramica     | s.t.     |
| 5    | Marino Basso          | Bianchi-Campagnolo | a 2'03"  |
| 6    | Enrico Paolini        | Scic               | s.t.     |
| 7    | Giacinto Santambrogio | Bianchi-Campagnolo | s.t.     |
| 8    | Aldo Parecchini       | Brooklyn           | s.t.     |
| 9    | Alessio Antonini      | Jollj Ceramica     | s.t.     |
| 10   | Wladimiro Panizza     | Brooklyn           | s.t.     |